# Јуси Јескелејнен
Јуси Алберт Јескелејнен (фин. Jussi Albert Jääskeläinen; 19. април 1975) бивши је фински фудбалер који је играо на позицији голмана.
Каријеру је почео у домаћем првенству, где је наступао за МП и ВПС. Године 1997. је отишао у Енглеску где је потписао уговор са Болтоном, за који је током пуних 14 сезона одиграо преко 500 утакмица у свим такмичењима. Касније је још наступао за Вест Хем јунајтед и Виган атлетик. Каријеру је завршио у АТК-у.
За репрезентацију Финске одиграо је 56 утакмица.

## Трофеји
Виган атлетик
- Прва лига: 2015/16.

Финска
- Нордијско првенство: 2000/01.

Индивидуални
- Играч сезоне ФК Болтон: 2006/07.
- Фински фудбалер године: 2007.